# Колено Иудино
Коле́но Иу́дино (Иуда, ивр. שֵׁבֶט יְהוּדָה‎) — одно из колен Израилевых. Согласно библейскому преданию, происходит от Иуды, четвёртого сына патриарха Иакова от Лии (Быт. 29:35). По имени колена Иудина позже была названа появившаяся религия иудаизм.
Иуда (Иехуда) в переводе означает похвала или слава Богу. Имя это было чрезвычайно популярным в еврейской истории. Первоначальные сведения о Иуде в Библии чрезвычайно скупы. Известно лишь, что хотя он и разделял с другими своими братьями ненависть к Иосифу Прекрасному, сыну Рахили, второй жены своего отца Иакова, однако был более терпимым и отзывчивым и посоветовал братьям лучше продать в рабство Иосифа проезжим купцам, чем убить.
Из его племени в Библии ведётся родословная Иосифа Обручника — обручённого мужа Пресвятой Богородицы.
Когда после смерти царя Соломона произошёл раздел его царства, колено Иудино создало отдельное Иудейское царство, которое занимало южную часть царства времён Давида и Соломона со столицей в Иерусалиме и просуществовало до завоевания его Навуходоносором II в 586 году до н. э.

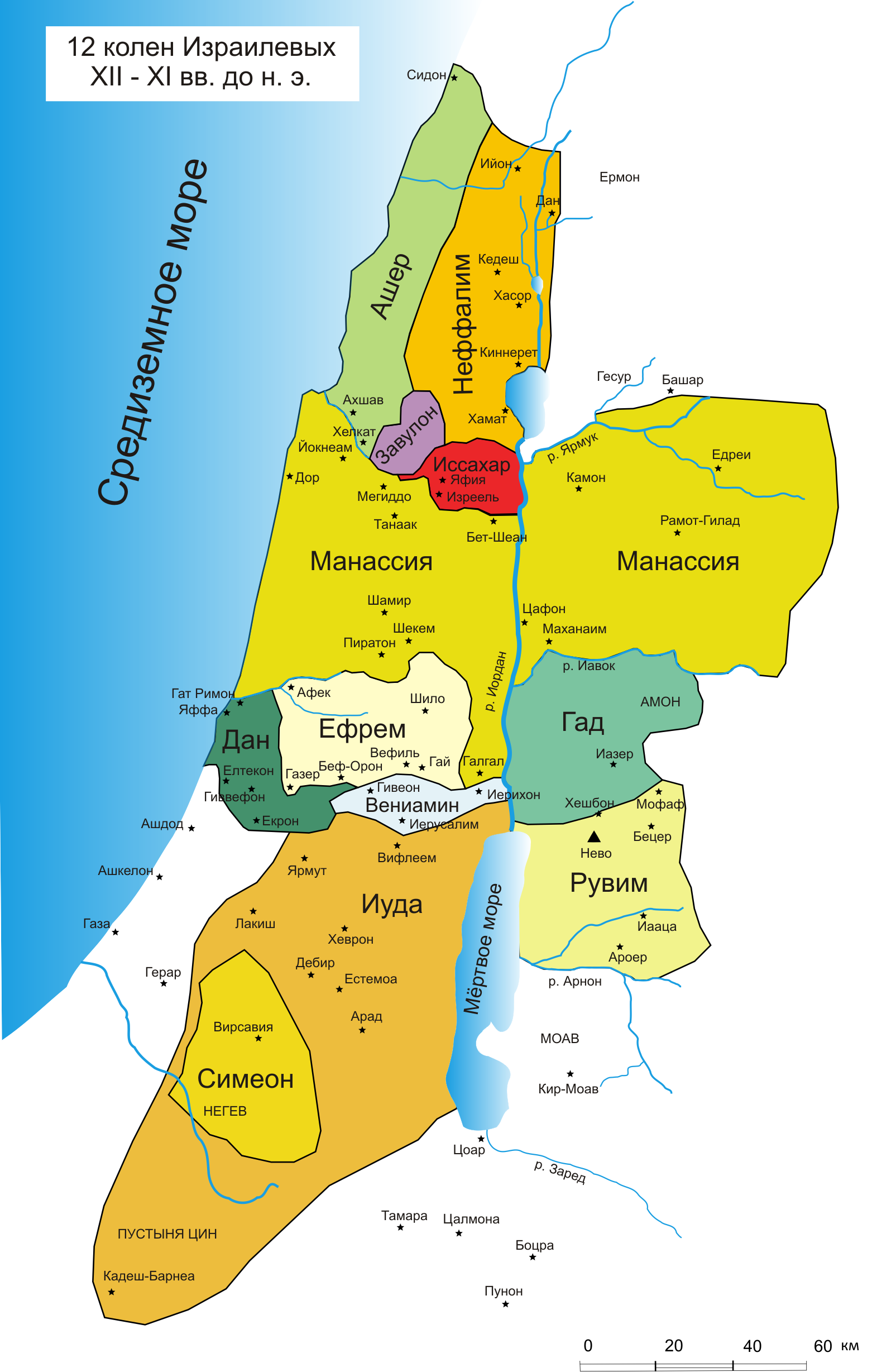
Колена Израилевы